# Algorisme informàtic

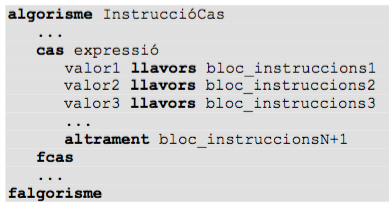
Exemple d'un cas d'un algorisme informàtic.

Un algorisme informàtic (o, alternativament, algoritme) és un procés seqüencial d'instruccions finites amb l'objectiu de prendre una decisió o bé trobar la solució a un problema específic. Una sèrie complexa d'algorismes informàtics ordenats i codificats mitjançant el llenguatge de la programació, esdevé un programa.
En el món de la informàtica, els algorismes són un element clau, ja que permeten al programador resoldre problemes abans d'escriure'ls en llenguatge de programació, és a dir, s'ha de resoldre el problema que ens planteja amb un algorisme abans d'escriure el codi d'un programa. Originàriament, la idea de portar el concepte d'algorisme al camp de la informàtica va ser proposada pel matemàtic anglès Alan Turing, qui va establir una base per definir els elements bàsics d'un algorisme aplicat a les ciències de la computació. Aquests, anys després, veiem que constitueixen un esquelet de processos que després es codificaran i programaran per ser realitzats per la computadora.
Un algorisme informàtic consta de tres parts: l'entrada o input, on s'introdueixen les dades que l'algorisme necessita per poder operar; el procés, la part en què l'algorisme realitza una sèrie de càlculs lògics per resoldre el problema; i la sortida o output, que són els resultats obtinguts en el procés.

## Característiques
Un algorisme informàtic, ha de tenir les característiques següents per ser considerat com a tal:
- Ha de ser seqüencial: ha d'operar en seqüència, s'han de processar un per un.
- Ha de ser precís: ha d'indicar l'ordre de realització de cada pas, i no poden ser ambigus o subjectius.
- Ha d'estar definit: els passos han de ser independents els uns dels altres, i si l'algorisme s'aplica dues vegades, s'ha d'obtenir el mateix resultat.
- Ha de ser finit: ha de tenir un número finit de passos, no pot prolongar-se infinitament. Ha de finalitzar amb un resultat concís.
- Ha de ser llegible: ha de poder entendre's amb facilitat, el text que el descriu ha de ser clar.
- Ha de tenir tres parts: entrada o input, procés, i sortida o output.[2][5][6]

## Tipologies
Les tipologies d'algorismes informàtics es poden classificar de diferents maneres, depenent del seu sistema de resolució. Generalment, hi ha quatre tipus.

### Algorisme qualitatiu
Aquell tipus d'algorisme que, segons els sistema de signes, s'ha de resoldre pas a pas. No involucra cap càlcul numèric, ja que descriuen els passos a seguir mitjançant les paraules. Intervenen seqüències lògiques i formals.

### Algorisme quantitatiu
Aquell tipus d'algorisme que, a diferències del qualitatiu, involucra càlculs matemàtics i depèn d'ells per resoldre un problema.

### Algorisme computacional
Aquell tipus d'algorisme que requereix l'ús d'un ordinador per a la seva resolució. Ha de ser executat per una computadora o calculadora. És l'element fundamental de qualsevol programa de computació, un conjunt d'instruccions i passos desenvolupats per a dur a terme el procés, el qual s'executa al Programari. El desenvolupador del software, ha d'escriure l'algorisme i després plasmar-lo en llenguatge de programació. Les seves característiques generals són semblants a les de l'algorisme informàtic bàsic.
L'ús d'un algorisme en la computació ens ofereix la possibilitat de trobar una solució genèrica a un determinat problema, i ens permet reutilitzar-lo cada vegada que sigui necessari fins a obtenir l'objectiu desitjat.

### Algorisme no computacional
També anomenat convencional, aquell tipus d'algorisme que no necessita una computadora per a resoldre un problema.

## Creació
Per a la creació i el disseny d'un algorisme informàtic, és necessari tenir en compte un conjunt d'elements:
- Ordres: En el llenguatge computacional, hi ha ordres bàsiques dirigides al procés d'arxius i dades, com ara: Llegir, Inici, Imprimir. Les ordes no són més que paraules que la computadora executa com una acció.
- Dades: Una dada és un terme que es pot convertir en informació, pot significar un número, lletra, signe semiòtic o qualsevol símbol que representi una quantitat, paraula o descripció. Poden ser numèrics, lògics o de caràcter.
- Variables i constants: Les variables són aquelles dades que poden variar al llarg del desenvolupament de l'algorisme o el transcurs de l'execució del programa. Per altra banda, la constant és aquella dada que roman de la mateixa manera.
- Operadors: Hi ha diferents tipus d'operadors; els operadors aritmètics, utilitzats per construir fórmules matemàtiques; els operadors relacionals, els quals serveixen per explicar les condicions dels algorismes; i els operadors lògics, que s'utilitzen quan cal avaluar si els valors de variables o constants compleixen certes condicions.[7]